# Aeroportul Pinang Kampai
Aeroportul Pinang Kampai (IATA: DUM, ICAO: WIBD) este un aeroport din Dumai, Riau⁠(d), Indonezia ce deservește zona Dumai.
Situat la o altitudine de 15 m, aeroportul dispune de o singură pistă. Este operat de Pelita Air Service⁠(d).